# Metapelma westwoodi
Metapelma westwoodi är en stekelart som beskrevs av Girault 1915. Metapelma westwoodi ingår i släktet Metapelma och familjen hoppglanssteklar.
Artens utbredningsområde är Papua Nya Guinea. Inga underarter finns listade i Catalogue of Life.